# Brachymeles
Brachymeles es un género de escincomorfos perteneciente a la familia Scincidae. Se distribuyen por Indochina, Sondalandia y Filipinas.

## Especies
Se reconocen las 41 siguientes listadas alfabéticamente según The Reptile Database:
- Brachymeles apus Hikida, 1982
- Brachymeles bicolandia Siler, Fuiten, Jones, Alcala & Brown, 2011
- Brachymeles bicolor (Gray, 1845)
- Brachymeles boholensis Brown & Rabor, 1967
- Brachymeles bonitae Duméril & Bibron, 1839
- Brachymeles boulengeri Taylor, 1922
- Brachymeles brevidactylus Siler, Fuiten, Jones, Alcala & Brown, 2011
- Brachymeles cebuensis Brown & Rabor, 1967
- Brachymeles cobos Siler, Fuiten, Jones, Alcala & Brown, 2011
- Brachymeles dalawangdaliri DAVIS, GEHEBER, WATTERS, PENROD, FELLER, ASHFORD, KOURI, NGUYEN, SHAUBERGER, SHEATSLEY, WINFREY, WONG, SANGUILA, BROWN & SILER, 2016
- Brachymeles elerae Taylor, 1917
- Brachymeles gracilis (Fischer, 1885)
- Brachymeles hilong Brown & Rabor, 1967
- Brachymeles ilocandia SILER, DAVIS, FREITAS, HURON, GEHEBER, WATTERS, PENROD, PAPES, AMREIN, ANWAWR, COOPER HEIN, MANNING, PATEL, PINAROC, DIESMOS, DIESMOS, OLIVEROS & BROWN, 2016
- Brachymeles isangdaliri Davis, Feller, Brown & Siler, 2014
- Brachymeles kadwa Siler & Brown, 2010
- Brachymeles libayani Siler, Fuiten, Jones, Alcala & Brown, 2011
- Brachymeles ligtas GEHEBER, DAVIS, WATTERS, PENROD, FELLER, DAVEY, ELLSWORTH, FLANAGAN, HEITZ, MOORE, NGUYEN, ROBERTS, SUTTON, SANGUILA, LINKEM, BROWN & SILER, 2016
- Brachymeles lukbani Siler, Balete, Diesmos & Brown, 2010
- Brachymeles makusog Siler, Diesmos & Brown, 2010
- Brachymeles mapalanggaon Davis, Feller, Brown & Siler, 2014
- Brachymeles mindorensis Brown & Rabor, 1967
- Brachymeles minimus Brown & Alcala, 1995
- Brachymeles miriamae (Heyer, 1972)
- Brachymeles muntingkamay Siler, Rico, Duya & Brown, 2009
- Brachymeles orientalis Brown & Rabor, 1967
- Brachymeles paeforum Siler, Fuiten, Jones, Alcala & Brown, 2011
- Brachymeles pathfinderi Taylor, 1925
- Brachymeles samad Siler, Jones, Diesmos, Diesmos & Brown, 2012
- Brachymeles samarensis Brown, 1956
- Brachymeles schadenbergi (Fischer, 1885)
- Brachymeles suluensis (Taylor, 1918)
- Brachymeles talinis Brown, 1956
- Brachymeles taylori Brown, 1956
- Brachymeles tiboliorum Siler, Jones, Diesmos, Diesmos & Brown, 2012
- Brachymeles tridactylus Brown, 1956
- Brachymeles tungaoi Siler & Brown, 2010
- Brachymeles vermis Taylor, 1918
- Brachymeles vindumi Siler & Brown, 2010
- Brachymeles vulcani Siler, Jones, Diesmos, Diesmos & Brown, 2012
- Brachymeles wrighti Taylor, 1925